# 海鷗來過的房間
《海鷗來過的房間》（英語：Kissing The Ground You Walked On）是一部 2022 年上映的澳门剧情电影、同志電影，由黃柏豪、林上主演，孔慶輝执导。電影靈感來自契訶夫戲劇《海鷗》，描述正在排練舞台劇《海鷗》的房客何一唱，與獲得出書機會的的房東周迅生，對房客產生興趣並將他寫成小説的過程。電影获得第59届金马奖三项提名，其中孔慶輝獲提名最佳新导演，成为第一位获该奖项提名的澳门导演 。台北金马影展执行委员会執行長聞天祥更形容洪的风格是「濱口龍介遇到蔡明亮」。電影亦獲得香港國際電影節華語新秀電影競賽的最佳導演獎。

## 主演
- 黃柏豪 飾 周迅生
- 林上 飾 何一唱

## 奖项和提名
| 年份   | 影展                 | 獎項                           | 提名與得獎人       | 结果 | 参考   |
| ------ | -------------------- | ------------------------------ | ------------------ | ---- | ------ |
| 2022年 | 第59届金马奖         | 最佳新导演                     | 孔慶輝             | 提名 | [ 2 ]  |
| 2022年 | 第59届金马奖         | 最佳摄影                       | 蘇偉鍵             | 提名 | [ 2 ]  |
| 2022年 | 第59届金马奖         | 最佳音效                       | 劉志強             | 提名 | [ 2 ]  |
| 2022年 | 第59届金马奖         | 費比西獎                       | 《海鷗來過的房間》 | 提名 | [ 2 ]  |
| 2022年 | 第59届金马奖         | 亞洲電影奈派克獎               | 《海鷗來過的房間》 | 提名 | [ 2 ]  |
| 2023年 | 2023鹿特丹影展       | 未來之光 (Bright Future) 單元  | 《海鷗來過的房間》 | 入选 | [ 16 ] |
| 2023年 | 第47屆香港國際電影節 | 新秀電影競賽（華語）——最佳導演 | 孔慶輝             | 獲獎 | [ 17 ] |